# مرصد جودريل بنك
مرصد جودريل بنك (بالإنجليزية: Jodrell Bank Observatory)‏ في الأصل محطة بنك جورديل التجريبية ومن 1966 إلى 1999، مختبرات نوفليد للفلك الراديوي، يستضيف عددًا من التلسكوبات الراديوية، وهو جزء من مركز بنك جورديل للفيزياء الفلكية في جامعة مانشستر. تم إنشاء المرصد في عام 1945 من قبل برنارد لوفيل، عالم الفلك الراديوي بجامعة مانشستر، للتحقيق في الأشعة الكونية بعد عمله على الرادار خلال الحرب العالمية الثانية.
منذ ذلك الحين، لعبت دورًا مهمًا في البحث عن النيازك والكوازارات والنجوم النابضة وأجهزة المسح وعدسات الجاذبية، وشاركت بشكل كبير في تتبع المسابير الفضائية في بداية عصر الفضاء. المدير الإداري للمرصد هو البروفيسور سيمون جارينجتون.